# Laholmsbukten
Laholmsbukten – zatoka morska u południowo-zachodnich wybrzeży Szwecji, stanowiąca część Kattegatu. Wybrzeże zatoki rozciąga się od przylądka Tyludden (koło miejscowości Tylösand, ok. 7 km na zachód od Halmstad) na północy, do skalistych wzgórz Hovs hallar (zachodnia część Hallandsåsen) na półwyspie Bjäre (Bjärehalvön) na południu. Umowną granicę wód akwenu stanowi linia pomiędzy wyspami Tylön na północy a Hallands Väderö na południu. Długość linii brzegowej wynosi ok. 50 km, średnia głębokość ok. 15 m, maksymalna dochodzi do 21 m.
Brzeg zatoki stanowi płaski pas piaszczystych plaż, z wieloma popularnymi kąpieliskami nadmorskimi. Wzdłuż wschodniego brzegu Laholmsbukten przebiega droga E6/E20.
Wybrzeże zatoki wchodzi w skład prowincji historycznych (landskap) Halland (większa, północna część wybrzeża) i Skania, z granicą w Båstad.
Do Laholmsbukten uchodzą m.in. rzeki Lagan (5 km na zachód od Laholm) i Nissan (w Halmstad).
Ważniejsze miejscowości położone wzdłuż wybrzeża zatoki (od południa): Båstad, Mellbystrand, Laxvik, Halmstad.